# Battaglia del Garigliano (457)
La battaglia del Garigliano fu combattuta tra i Vandali e l'Impero romano d'Occidente in Campania nel 457 d.C. Dopo aver preso Cartagine e averne fatto la capitale del loro regno nel 439 d.C., i Vandali razziarono frequentemente i territori della penisola italiana, tanto che nel 455 d.C. saccheggiarono Roma. Nel 457 d.C., un'armata composta da Vandali e Mauri, guidata dal cognato del re vandalo Genserico, Sersaone, giunse in Campania, razziando tutto ciò che incontrava. Come riportato da Sidonio Apollinare, il nuovo imperatore Maggioriano, non appena ricevette notizia di questo attacco, marciò personalmente alla testa dell'esercito imperiale e colse di sorpresa i razziatori presso la foce del Garigliano, facendone strage. Nello scontro perse la vita anche lo stesso Sersaone. Molti dei predoni furono massacrati prima che potessero raggiungere le loro navi o furono spinti in mare e annegati. 

## Battaglia
Come riportato da Sidonio Apollinare, i Mauri, lasciati i Vandali nelle navi, scesero a terra e furono all'improvviso sorpresi dalle milizie imperiali e costretti a retrocedere. Accorsi i Vandali in aiuto dei loro compagni, si venne a battaglia nel territorio di Sinuessa fra le foci del Garigliano e del Volturno. Da entrambe le parti si combatté con ostinato furore, ma la vittoria rimase agli imperiali, e i barbari, lasciati sul campo molti dei loro, tra cui il loro capo, e il bottino che avevano fatto, dovettero, in disordinata e precipitosa fuga, riprendere la via del mare.

## Conseguenze
Lo scontro, che rafforzò il prestigio del nuovo imperatore, portò Maggioriano ad adottare alcune misure con cui difendere più efficacemente l'Italia dagli attacchi dei Vandali. Maggioriano rafforzò le flotte di Miseno e di Ravenna e emanò una Novella (Novella Maioriani 8, De reddito iure armorum, "Sul diritto a portare le armi") riguardo alla possibilità di portare le armi e l'obbligo per i civili di difendere le città costiere dagli attacchi provenienti dal mare; essa riprendeva una legge omonima dell'imperatore Valentiniano III del 440 d.C., la Novella Valentiniani 9, promulgata anche questa dopo un attacco dei Vandali. 